# Mugeni
Mugeni (Hongaars: Bögöz) is een gemeente in het Roemeense district Harghita, gelegen aan de Târnava Mare en behorend tot het Szeklerland (Udvarhelyszék) in Transsylvanië. Het overgrote deel van de inwoners behoort tot de Hongaarse Szekler-minderheid.
De gemeente bestaat behalve uit Mugeni zelf uit de dorpen Lutița (Hongaars: Agyagfalva), Dobeni (Székelydobó), Beta (Béta), Tăietura (Vágás), Aluniș (Székelymagyaros) Dejuțiu (Décsfalva) en Mătișeni (Mátisfalva). 
Het hoofddorp Mugeni, dat in 1333 voor het eerst in een oorkonde werd genoemd als Bugus, heeft een gereformeerde kerk, die uit de 13de eeuw dateert. Het interieur bevat 14de-eeuwse fresco's en een 18de-eeuws cassetteplafond, dat een eerder gewelf verving.

## Partnergemeente
Partnergemeente van Mugeni is het Hongaarse Somogyudvarhely. 
Atid · Avrămești · Bilbor · Brădești · Căpâlnița · Cârța · Ciceu · Ciucsângeorgiu · Ciumani · Corbu · Corund · Cozmeni · Dănești · Dârjiu · Dealu · Ditrău · Feliceni · Frumoasa · Gălăuțaș · Joseni · Lăzarea · Leliceni · Lueta · Lunca de Jos · Lunca de Sus · Lupeni · Mădăraș · Mărtiniș · Merești · Mihăileni · Mugeni · Ocland · Păuleni-Ciuc · Plăieșii de Jos · Porumbeni · Praid · Racu · Remetea · Săcel · Sâncrăieni · Sândominic · Sânmartin · Sânsimion · Sântimbru · Sărmaș · Satu Mare · Secuieni · Siculeni · Șimonești · Subcetate · Suseni · Tomești · Tulgheș · Tușnad · Ulieș · Vărșag · Voșlăbeni · Zetea